# 凫峰镇
凫峰镇，是中华人民共和国安徽省黄山市祁门县下辖的一个乡镇级行政单位。

## 行政区划
凫峰镇下辖以下地区：
余源村、凫坑村、凫源村、李源村、恒峰村和峰联村。

## 名胜古迹
- 安徽省文物保护单位
  - 中土坑遗址（5-8，凫峰镇凫坑村中土坑，新石器时代）
- 黄山市文物保护单位
  - 东皋塔